# Simone Peter

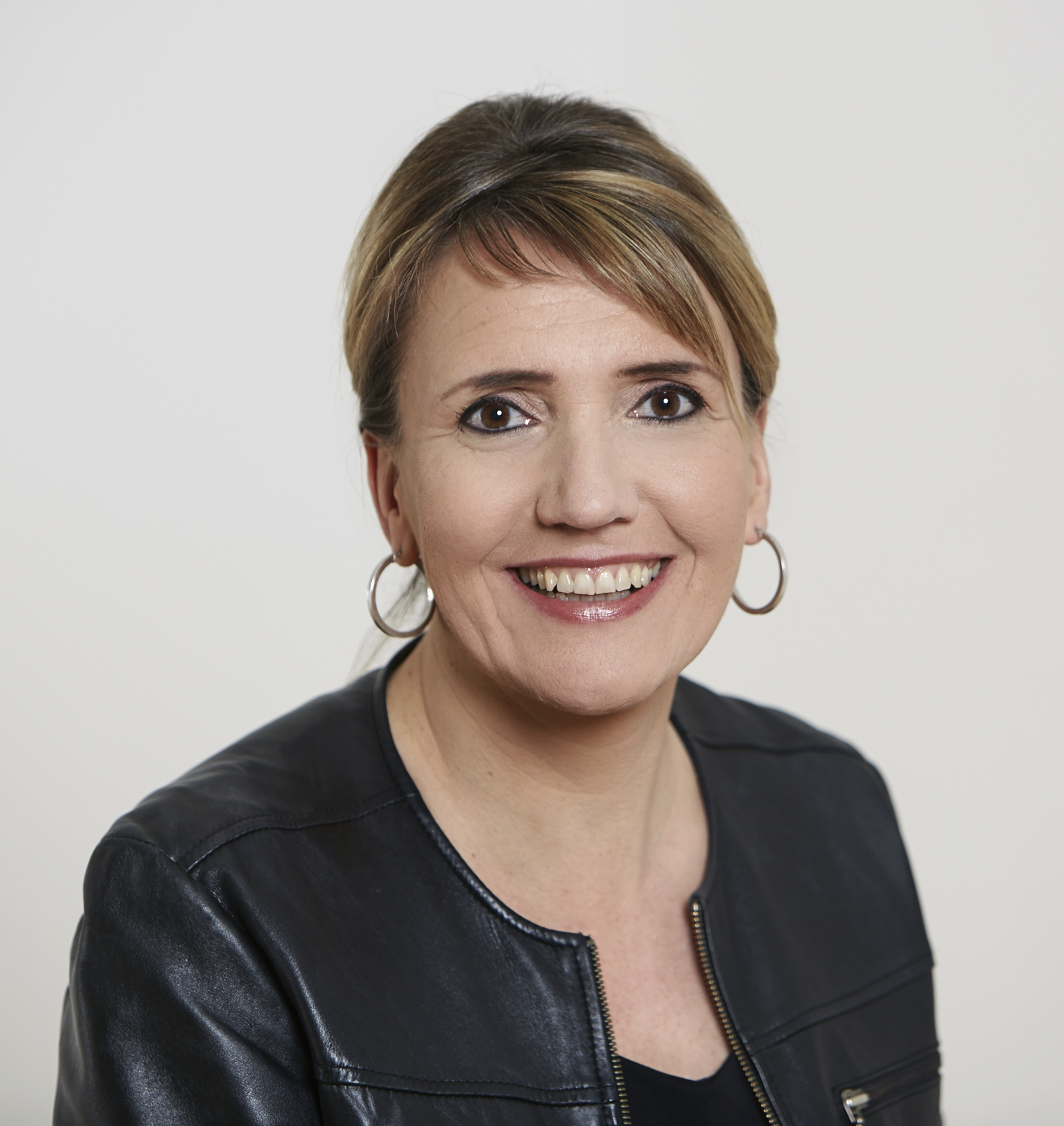
Simone Peter (2014)

Simone Maria Peter (* 3. Dezember 1965 in Quierschied, Saarland) ist eine deutsche Politikerin und Lobbyistin. Sie war von Oktober 2013 bis Januar 2018 eine von zwei Vorsitzenden der Partei Bündnis 90/Die Grünen. Von 2009 bis 2012 war sie Ministerin für Umwelt, Energie und Verkehr des Saarlandes und von 2012 bis 2013 Abgeordnete im saarländischen Landtag. Am 8. Januar 2018 kündigte sie an, für den Posten der Bundesvorsitzenden nicht mehr zu kandidieren. Seit März 2018 ist sie Präsidentin des Bundesverbandes Erneuerbare Energie.

## Leben

### Ausbildung und Beruf
Simone Peter ist die Tochter der SPD-Politikerin Brunhilde Peter und des langjährigen 1. Vorsitzenden des Dillinger SPD-Stadtverbandes, Rudi Peter. Sie wuchs in Dillingen/Saar auf, machte dort am Staatlichen Gymnasium Dillingen, dem heutigen Albert-Schweitzer-Gymnasium, im Jahr 1985 das Abitur und studierte in Saarbrücken Mikrobiologie. In diesem Fach wurde sie auch zum Thema Die Rolle des heterotrophen Bakterioplanktons und der planktischen autotrophen Nitrifikation im Sauerstoffhaushalt von Saar und Mosel promoviert.
Von 2001 bis 2004 war Peter wissenschaftliche Mitarbeiterin und Chefredakteurin der Zeitschrift Solarzeitalter – Politik, Kultur und Ökonomie Erneuerbarer Energien bei Eurosolar. Anschließend baute sie die Agentur für Erneuerbare Energien in Berlin mit auf und war bis 2006 deren Leiterin. Von 2006 bis 2009 arbeitete sie als Projektmanagerin der Agentur.
Im Februar 2018 wählte der Bundesverband Erneuerbare Energie Simone Peter zur ehrenamtlich tätigen Präsidentin.

### Politik

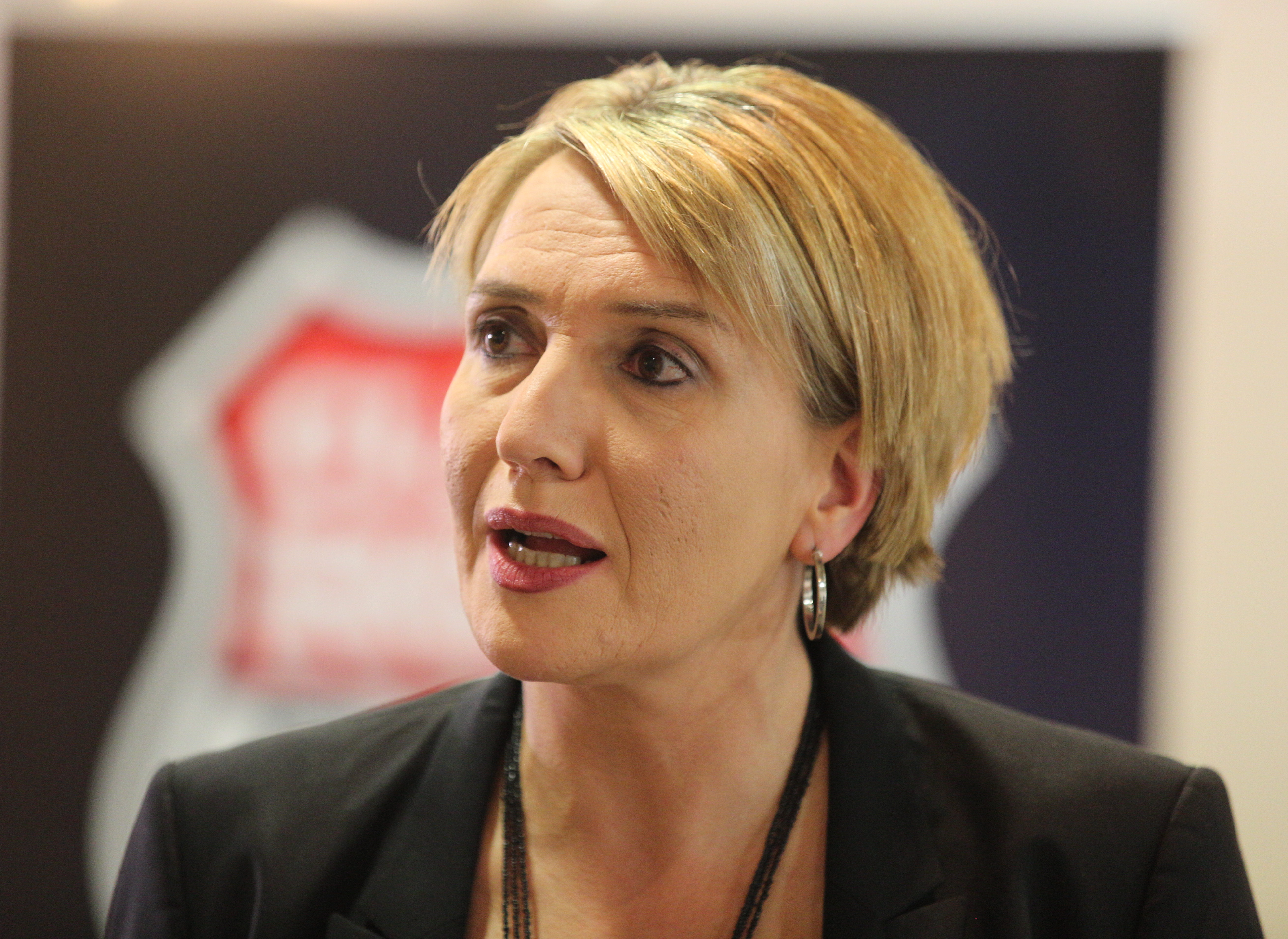
Simone Peter (2017)

Von 1999 bis 2000 war Peter energiepolitische Sprecherin des Landesvorstands von Bündnis 90/Die Grünen Saarland. 2003 bis 2004 war sie Sprecherin der Bundesarbeitsgemeinschaft Energie von Bündnis 90/Die Grünen.
Vom 10. November 2009 an war sie im Kabinett Müller III und im Kabinett Kramp-Karrenbauer I Landesministerin für Umwelt, Energie und Verkehr. Nach dem Scheitern der sogenannten Jamaika-Koalition erhielt sie am 18. Januar 2012 ihre Entlassungsurkunde.
Bei der Landtagswahl im Saarland 2012 schaffte sie als Spitzenkandidatin ihrer Partei den Einzug in das saarländische Landesparlament. Gemeinsam mit ihrem Parteifreund Hubert Ulrich bildete sie dort eine Zweierfraktion, deren stellvertretende Fraktionsvorsitzende und parlamentarische Geschäftsführerin sie war.
Am 26. September 2013 kündigte sie an, sich um den Parteivorsitz der Grünen zu bewerben. Die Bundesdelegiertenkonferenz der Grünen wählte sie am 19. Oktober 2013 neben Cem Özdemir mit 75,9 Prozent der Stimmen bei 13 Prozent Enthaltungen zur Parteivorsitzenden. Nach der Wahl legte Peter ihr Landtagsmandat nieder; für sie rückte Klaus Kessler nach.

### Sonstiges Engagement
Peter war von 2000 bis 2009 Vorstandssprecherin des Vereins Energiewende Saarland e. V. Sie ist Mitglied von BUND, NABU und Eurosolar.

### Positionen

#### Waffenlieferungen an die Peschmerga
Zum Thema „Waffenlieferungen an Kurden“ (damit diese sich gegen vorrückende ISIS-Truppen wehren können) erklärte Peter: „Wir haben immer gesagt: Die Waffenlieferungen in Krisengebiete dürfen von uns nicht unterstützt werden, daran halten wir weiter fest.“ Dagegen plädierte Cem Özdemir, ebenfalls Grünen-Vorsitzender, für Waffenlieferungen an Kurden.

#### Gedenkveranstaltung auf der Westerplatte 2014
Peter warf am 2. September 2014 Bundespräsident Joachim Gauck eine undiplomatische verbale Eskalation vor. Dieser hatte bei der zentralen Gedenkveranstaltung auf der Westerplatte bei Danzig anlässlich des Beginns des Überfalls auf Polen und des Zweiten Weltkriegs vor 75 Jahren am Tag zuvor Russland kritisiert, unter anderem mit dem Satz „Wirklich in Frieden mit den Nachbarn leben nur Völker, die die Unabhängigkeit und Selbstbestimmung der Anderen respektieren“.

#### Polizeieinsatz in der Kölner Silvesternacht 2016
Kurz nach dem präventiven Großeinsatz der Kölner Polizei in der Silvesternacht 2016/17 aufgrund der sexuellen Übergriffe in der Silvesternacht ein Jahr zuvor äußerte Peter, das hohe Polizeiaufgebot habe die Übergriffe deutlich begrenzt. Allerdings, so Peter, stelle sich „die Frage nach der Verhältnis- und Rechtmäßigkeit, wenn insgesamt knapp 1000 Personen allein aufgrund ihres Aussehens überprüft und teilweise festgesetzt wurden“. Zudem nannte Peter die von der Kölner Polizei in einem Tweet verwendete Bezeichnung Nafri „völlig inakzeptabel“ und eine herabwürdigende Gruppenbezeichnung.
In Pressekommentaren, von Regierungs- wie Oppositionspolitikern sowie der eigenen Partei wurde Peters Kritik zurückgewiesen. Unter anderem distanzierten sich der Co-Parteichef Cem Özdemir und die Vorsitzende der Grünen-Bundestagsfraktion Katrin Göring-Eckardt von Peter, ebenso Boris Palmer. Peter selbst erklärte daraufhin, dass sie eingestehen müsse, dass „die Faktenlage am Sonntag noch dünner war als nach der Stellungnahme der Polizei am Montag“, und dankte der Polizei.

### Ehrungen
- Medienpreis Goldene Ente der Landespressekonferenz Saar 2015[27]

### Privates
Simone Peter ist verheiratet, hat einen Sohn und lebt in Saarbrücken. Sie ist konfessionslos.